# 余则达
余则达（？—？）安徽怀宁人，清朝及中华民国政治人物。

## 生平
1898年，余则达任郯城县知县，不久去职。此后，他曾任胶州知州、登莱青道道员，但主要从事外交。1904年4月11日，清朝外务部奏请设立济南商埠总局，5月24日获得清廷议准设立，此后朱锺琪、余则达等人先后任该局总办。余则达是中国最早出使西方的外交官之一。1906年（光绪三十二年），余则达任胶州知州，任内注意市政道路建设，修筑了胶州城内首条宽敞道路——自胶州站至胶州城西安乐桥北马路。
1911年7月24日，候补道余则达、山东劝业道萧应椿奉命同德国山东矿务公司总办毕斯、德国驻济南领事贝斯签订了《收回山东省各路矿权合同》。
中华民国成立后，1912年4月1日，署理山东都督。后来他寓居青岛，其间曾经参与溥伟发起的清室复辟活动。